# Skala bluesowa
Skala bluesowa – 6-stopniowa (heksatoniczna) skala wynaleziona w XX wieku, charakterystyczna dla muzyki bluesowej oraz jazzu.
Skalę bluesową otrzymujemy poprzez dodanie jednego dźwięku będącego podwyższeniem (za pomocą znaku chromatycznego) dźwięku głównego pentatoniki anhemitonicznej, np. dla dźwięku podstawowego d:
- pentatonika: d, f, g, a, c
- skala bluesowa d, f, g, gis, a, c.

Istnieje także heptatoniczna (7-stopniowa) skala bluesowa: do heksatonicznej dodajemy sekundę wielką (składnik) tj, do c es f fis g b dodajemy d otrzymując c d es f fis g b.